# Mochiglass

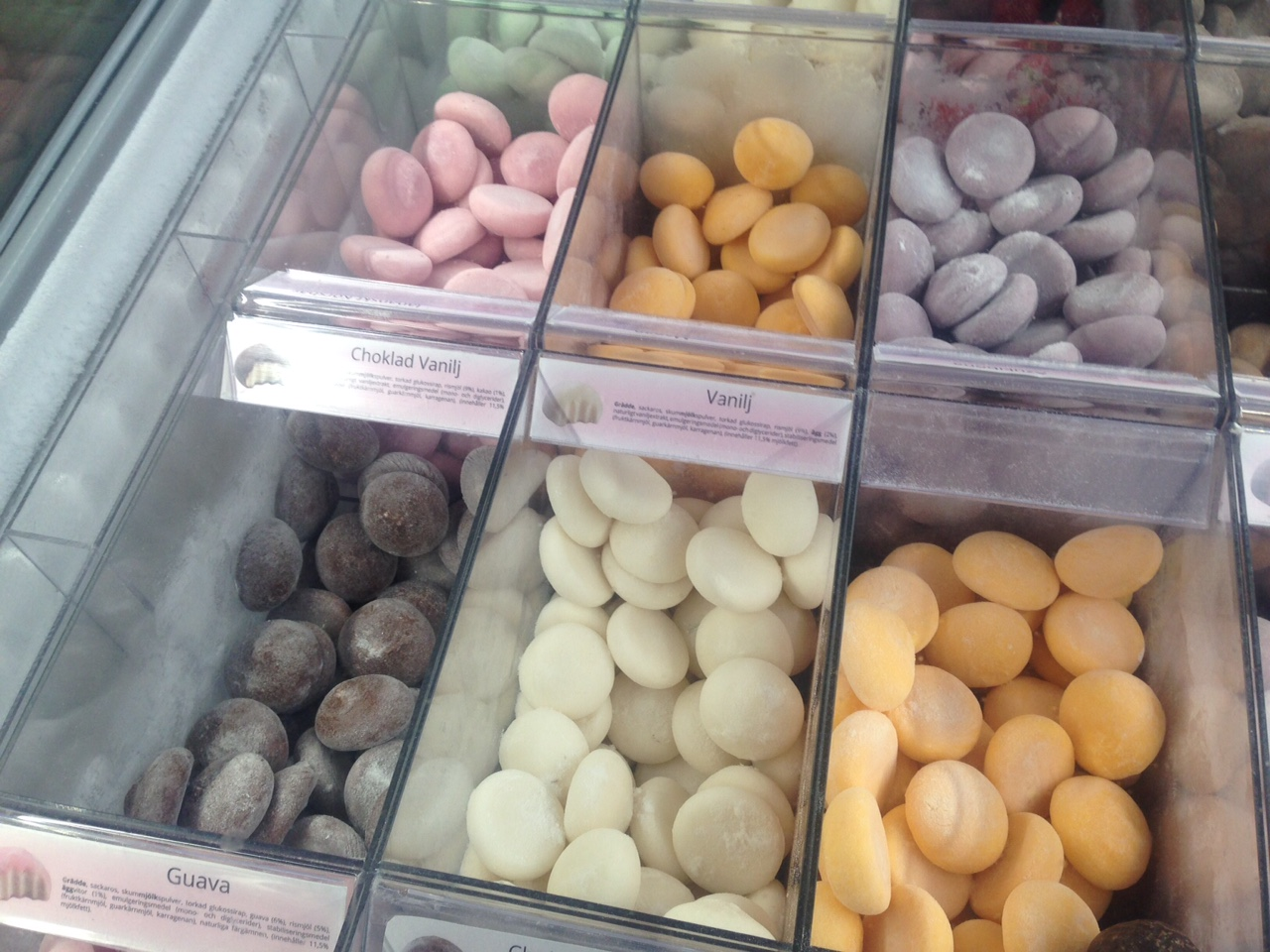
Mochiglass finns i många smaker

Mochiglass är en glass tillverkad av mochi (en rispasta) runt gräddglass. Glassen sägs ha skapats på 1990-talet av Frances Hashimoto från företaget Mikawaya. 
Japansk daifuku och manjū är föregångare till mochiglassen. På grund av mochins och glassens olika konsistenser krävdes flera försök innan företaget lyckades få fram en glass som hängde ihop. 